# Chascanopsetta lugubris
Chascanopsetta lugubris is een straalvinnige vissensoort uit de familie van botachtigen (Bothidae). De wetenschappelijke naam van de soort is voor het eerst geldig gepubliceerd in 1894 door Alcock.